# Марек Олександр Ярославович
Олександр Ярославович Марек (нар. 27 травня 1972, Чернігів, УРСР) — радянський та український футболіст, захисник.

## Життєпис
Футбольну кар'єру розпочав 1991 року в київському СКА. В останньому розіграші Другої нижчої ліги СРСР зіграв 19 матчів та відзначився 1-м голом. Після розпаду СРСР київські армійці отримали місце в Першій лізі України. У вище вказаному турнірі дебютував 17 березня 1992 року в програному (2:3) виїзному поєдинку 2-го туру підгрупи 1 проти черкаського «Дніпра». Олександр вийшов на поле в стартовому складі, а на 70-й хвилині його замінив Олександр Шеметєв. За неповні два сезони, проведені у футболці «армійців», у чемпіонатах України зіграв 46 матчів та 1 поєдинок у кубку України. Восени 1993 року підсилив «Вагонобудівник». У футболці стахановського клубу дебютував 16 вересня 1993 року в програному (0:1) домашньому поєдинку 7-го туру Другої ліги України проти керчинського «Войковця». Марек вийшов на поле на 65-й хвилині, замінивши Сергія Калініченка. Єдиним голом за «Вагонобудівник» відзначився 18 листопада 1993 року на 27-й хвилині програного (1:2) домашнього поєдинку 19-го туру Другої ліги України проти костянтинівського «Металурга». Олександр вийшов на поле в стартовому складі та відіграв увесь матч. У першій половині сезону 1993/94 років провів 12 матчів (1 гол) у Другій лізі України.
Влітку 1994 року став гравцем «Десни». У футболці чернігівського клубу дебютував 5 серпня 1994 року в переможному (2:1) домашньому поєдинку 1-го туру Другої ліги України проти білоцерківської «Росі». Марек вийшов на поле в стартовому складі та відіграв увесь матч. Першим голом за «Десну» відзначився 10 жовтня 1994 року на 34-й хвилині переможного (3:0) виїзного поєдинку 14-го туру Другої ліги України проти одеського «Чорноморця-2». Олександр вийшов на поле в стартовому складі та відіграв увесь матч. За пітора сезони, проведені в чернігівському клубі зіграв 34 матчі (2 голи) в Другій лізі України та 2 поєдинки у кубку України. Навесні 1996 року став гравцем «Системи-Борекс». У футболці бородянського клубу дебютував 17 квітня 1996 року в нічийному (2:2) домашньому поєдинку 27-го туру групи А Другої ліги України проти чернігівської «Десни». Марек вийшов на поле на 46-й хвилині, замінивши Сергія Гончаренка. У квітні - травні 1996 року зіграв 5 матчів у Другій лізі України.
Навесні 1999 року виїхав до Словаччини, де грав за один з місцевих нижчолігових клубів.